# Byrsopolis castanea
Byrsopolis castanea är en skalbaggsart som beskrevs av Hermann Burmeister 1844. Byrsopolis castanea ingår i släktet Byrsopolis och familjen Rutelidae. Inga underarter finns listade.